# Didrik Frisch
Johan Didrik Frisch (født 4. maj 1835 på gården Charlottedal ved Slagelse, død 22. november 1867 i Firenze) var en dansk landskabs- og dyremaler.
Frisch var søn af proprietær Constantin Frisch (1793-1865) og Marie Catharine født Tutein (1800-1871). Han gik i skole på Sorø Akademi, hvor tegnelæreren, landskabsmaler Hans Harder, blev opmærksom på hans talent og medvirkede til, at han uddannede sig til kunstner. 
|  |  |  | Efter at have besøgt Kunstakademiets skoler i København foretog han 1857 en kort rejse til Paris, samtidig med at han begyndte at udstille som figurmaler. Han gik dog snart over til at foretrække landskaber, hvori tit en smukt fortalt lille handling smeltede harmonisk sammen med landskabet, således i To gamle naboer får sig en aftensladder fra 1866. Men da dette billede fremkom, havde han allerede vendt sig til dyreverdenen, også i forbindelse med landskab, hvortil han navnlig hentede stemningsfulde motiver fra Dyrehaven. |

I 1867 fik han Akademiets rejseunderstøttelse og på vejen til Rom tilbragte han et par måneder i Firenze med de jævnaldrende malere Otto Bache og L.A. Schou. Her blev Frisch og Schou begge angrebet af tyfus og kolera og døde med få dages mellemrum. Det var en lovende og fremadstræbende ung kunstner, hvis løbebane således uventet blev afbrudt.

## Billeder
| - Andre værker af Didrik Frisch - Landsbyscene med personer, ca. 1860 Village Scene with Figures - En kvinde med sytøj i haven, ca. 1860 - En bonde fra Randersegnen, 1863 - Solnedgang i Vestjylland, ca. 1865 - "Fra Dyrehaven. En Juni Formiddag", antagelig juni 1865 - Scene med pige og ko, før 1867 - Mand på hesteryg i en skov, før 1867 |